# العلاقات الأذربيجانية المكسيكية
العلاقات الأذربيجانية المكسيكية هي العلاقات الثنائية التي تجمع بين أذربيجان والمكسيك.

## مقارنة بين البلدين
هذه مقارنة عامة ومرجعية للدولتين:
| وجه المقارنة                                              | أذربيجان        | المكسيك                                                                               |
| --------------------------------------------------------- | --------------- | ------------------------------------------------------------------------------------- |
| المساحة (كم2)                                             | 86.60 ألف       | 1.97 مليون                                                                            |
| عدد السكان (نسمة)                                         | 10.00 مليون     | 130.53 مليون                                                                          |
| الكثافة السكانية (ن./كم²)                                 | 115.47          | 66.26                                                                                 |
| العاصمة                                                   | باكو            | مدينة مكسيكو                                                                          |
| اللغة الرسمية                                             | اللغة الأذرية   | اللغة الإسبانية                                                                       |
| العملة                                                    | مانات أذربيجاني | بيزو مكسيكي                                                                           |
| الناتج المحلي الإجمالي (بليون دولار)                      | 40.75 مليار     | 1.15 تريليون                                                                          |
| الناتج المحلي الإجمالي (تعادل القوة الشرائية) بليون دولار | 171.56 مليار    | 2.16 تريليون                                                                          |
| الناتج المحلي الإجمالي الاسمي للفرد دولار أمريكي          | 5.50 ألف        | 9.01 ألف                                                                              |
| الناتج المحلي الإجمالي للفرد دولار أمريكي                 | 17.52 ألف       | 17.32 ألف                                                                             |
| مؤشر التنمية البشرية                                      | 0.751           | 0.756                                                                                 |
| رمز المكالمات الدولي                                      | +994            | +52                                                                                   |
| رمز الإنترنت                                              | .az             | .mx                                                                                   |
| المنطقة الزمنية                                           | ت ع م+04:00     | منطقة زمنية وسطى، المنطقة الزمنية الجبلية، زمن منطقة المحيط الهادئ، منطقة زمنية شرقية |

## مدن متوأمة
في ما يلي قائمة باتفاقيات التوأمة بين مدن أذربيجانية ومكسيكية:
- ترتبط باكو مع أكابولكو باتفاقية توأمة منذ 1989.[13][13]

## منظمات دولية مشتركة
يشترك البلدان في عضوية مجموعة من المنظمات الدولية، منها:
| علم المنظمة | اسم المنظمة                        | تاريخ انضمام أذربيجان | تاريخ انضمام المكسيك |
| ----------- | ---------------------------------- | --------------------- | -------------------- |
|             | الاتحاد البريدي العالمي            | ?                     | ?                    |
|             | يونسكو                             | 3 يونيو 1992          | 4 نوفمبر 1946        |
|             | البنك الدولي للإنشاء والتعمير      | 18 سبتمبر 1992        | 31 ديسمبر 1945       |
|             | وكالة ضمان الاستثمار متعدد الأطراف | 23 سبتمبر 1992        | 1 يوليو 2009         |
|             | الاتحاد الدولي للاتصالات           | 10 أبريل 1992         | 1 يوليو 1908         |
|             | منظمة الشرطة الجنائية الدولية      | ?                     | ?                    |
|             | مؤسسة التمويل الدولية              | 11 أكتوبر 1995        | 20 يوليو 1956        |
|             | الأمم المتحدة                      | 2 مارس 1992           | 7 نوفمبر 1945        |
|             | مؤسسة التنمية الدولية              | 31 مارس 1995          | 24 أبريل 1961        |
|             | منظمة حظر الأسلحة الكيميائية       | ?                     | ?                    |

## وصلات خارجية
- موقع وزارة الخارجية الأذربيجانية
- موقع وزارة الخارجية المكسيكية